# وزارت دفاع ژاپن
وزارت دفاع ژاپن بخشی از دولت ژاپن است که ستاد آن در شینجوکو، توکیو قرار دارد و بزرگترین بخش دولت ژاپن است.
وزارت دفاع ژاپن پیش از این آژانس دفاع ژاپن نامیده می‌شد.